# José Pedro de Kuchembuck Vilar
José Pedro de Kuchembuck Vilar (18?? — 1???) foi um coronel do exército português.
Foi governador de Damão . Inaugurou uma modesta ponte de alvenaria, com cerca de l00m de comprimento, a que foi dado o nome de "Ponte Vasco da Gama". Atravessava um afluente do rio Saudacae, na estrada entre Nagar-Aveli e Dadrá, territórios da antiga Índia Portuguesa; foi inaugurada com pompa e circunstância em 20 de maio de 1898, assinalando assim o 4º Centenário da Descoberta do Caminho Marítimo para a Índia .